# Tastungen
Tastungen is een gemeente in de Duitse deelstaat Thüringen, en maakt deel uit van de Landkreis Eichsfeld.
Tastungen telt 241 inwoners.